# Orthotrichia echidna
Orthotrichia echidna is een schietmot uit de familie Hydroptilidae. De soort komt voor in het Afrotropisch en het Palearctisch gebied.